# Edward Aloysius Fitzgerald
Edward Aloysius Fitzgerald (Cresco, 13 febbraio 1893 – Winona, 31 marzo 1972) è stato un vescovo cattolico statunitense, quarto vescovo di Winona.

## Biografia

### Formazione e ministero sacerdotale
Edward Fitzgerald è nato a Cresco da Edward Fitzgerald e Emma Daly. Dopo i primi studi al Loras College di Dubuque, ha conseguito il Bachelor of Sacred Theology presso il seminario maggiore di Montréal nel 1915 ed è stato ordinato sacerdote per l'arcidiocesi di Dubuque il 25 luglio 1916. Ha lavorato al Loras College fino al 1941 quando è divenuto parroco prima a Osage e poi a Elkader.

### Ministero episcopale
Il 3 agosto 1946 papa Pio XII lo ha nominato vescovo titolare di Cantano e ausiliare dell'arcidiocesi di Dubuque ed è stato consacrato vescovo 12 settembre successivo da Henry Patrick Rohlman, arcivescovo coadiutore di Dubuque, coconsacranti Louis Benedict Kucera, vescovo di Lincoln e Leo Binz, vescovo coadiutore di Winona. Il 20 ottobre 1949, lo stesso Pio XII lo ha trasferito alla diocesi di Winona dove è rimasto fino al suo pensionamento, l'8 gennaio 1969.
Divenne noto come il "vescovo costruttore" per aver promosso la costruzione nella diocesi di una cattedrale, un seminario e diverse chiese. Tra il 1962 e il 1965, ha partecipato al Concilio Vaticano II di cui ha attuato nella sua diocesi le riforme compreso l'uso della lingua inglese nella messa. È morto il 31 marzo 1972 all'età di 79 anni; è sepolto nel cimitero di Santa Maria di Winona.

## Genealogia episcopale e successione apostolica
La genealogia episcopale è:
- Cardinale Scipione Rebiba
- Cardinale Giulio Antonio Santori
- Cardinale Girolamo Bernerio, O.P.
- Arcivescovo Galeazzo Sanvitale
- Cardinale Ludovico Ludovisi
- Cardinale Luigi Caetani
- Cardinale Ulderico Carpegna
- Cardinale Paluzzo Paluzzi Altieri degli Albertoni
- Papa Benedetto XIII
- Papa Benedetto XIV
- Cardinale Enrico Enriquez
- Arcivescovo Manuel Quintano Bonifaz
- Cardinale Buenaventura Córdoba Espinosa de la Cerda
- Cardinale Giuseppe Maria Doria Pamphilj
- Vescovo Louis-Guillaume-Valentin Dubourg, P.S.S.
- Vescovo Joseph Rosati, C.M.
- Arcivescovo Peter Richard Kenrick
- Vescovo Thomas Langdon Grace, O.P.
- Arcivescovo John Ireland
- Arcivescovo James John Keane
- Arcivescovo Henry Patrick Rohlman
- Vescovo Edward Aloysius Fitzgerald

La successione apostolica è:
- Vescovo Alfred Matthew Stemper, M.S.C. (1957)
- Vescovo George Henry Speltz (1963)